# Christo van Rensburg
Pour les articles homonymes, voir Rensburg.
Christo van Rensburg, né le 23 octobre 1962 à Uitenhage, est un joueur de tennis sud-africain, professionnel de 1983 à 1995.

## Historique
Il a remporté 20 titres en double, dont l'Open d'Australie en 1985 associé à Paul Annacone, et 2 titres en simple à Orlando en 1987 et à Johannesburg en 1989.
Son meilleur classement en double est 5e (le 4 mai 1987) et 19e en simple (le 29 février 1988). Ses gains amassés sur le circuit ATP s'élèvent à 1 928 431 $. Il est le seul joueur avec Richard Krajicek à avoir battu en 3 sets Pete Sampras à Wimbledon.

## Parcours dans les tournois duGrand Chelem

### En simple
| Année | Open d'Australie | Open d'Australie | Internationaux de France | Internationaux de France | Wimbledon       | Wimbledon      | US Open         | US Open      | Open d'Australie | Open d'Australie |
| ----- | ---------------- | ---------------- | ------------------------ | ------------------------ | --------------- | -------------- | --------------- | ------------ | ---------------- | ---------------- |
| 1984  | n.o.             | n.o.             | —                        | —                        | 3e tour (1/16)  | P. Annacone    | —               | —            | 2e tour (1/32)   | Ti. Gullikson    |
| 1985  | n.o.             | n.o.             | —                        | —                        | —               | —              | 1er tour (1/64) | B. Gilbert   | —                | —                |
| 1986  | n.o.             | n.o.             | —                        | —                        | 1/8 de finale   | S. Živojinović | 3e tour (1/16)  | M. Wilander  | n.o.             | n.o.             |
| 1987  | 3e tour (1/16)   | W. Masur         | —                        | —                        | 3e tour (1/16)  | E. Sánchez     | —               | —            | n.o.             | n.o.             |
| 1988  | 3e tour (1/16)   | M. Schapers      | —                        | —                        | 1er tour (1/64) | J. Bates       | —               | —            | n.o.             | n.o.             |
| 1989  | 1/8 de finale    | M. Mečíř         | —                        | —                        | 1/8 de finale   | M. Wilander    | 2e tour (1/32)  | T. Mayotte   | n.o.             | n.o.             |
| 1990  | 2e tour (1/32)   | T. Muster        | —                        | —                        | 2e tour (1/32)  | A. Volkov      | 1/8 de finale   | A. Cherkasov | n.o.             | n.o.             |
| 1991  | 2e tour (1/32)   | P. Cash          | —                        | —                        | 3e tour (1/16)  | S. Edberg      | 1er tour (1/64) | P. Sampras   | n.o.             | n.o.             |
| 1992  | 1er tour (1/64)  | M. Jaite         | —                        | —                        | 2e tour (1/32)  | W. Ferreira    | 1er tour (1/64) | C. Costa     | n.o.             | n.o.             |
| 1993  | —                | —                | —                        | —                        | 3e tour (1/16)  | M. Stich       | —               | —            | n.o.             | n.o.             |
| 1994  | 1er tour (1/64)  | S. Simian        | —                        | —                        | —               | —              | —               | —            | n.o.             | n.o.             |

N.B. : à droite du résultat se trouve le nom de l'ultime adversaire.

### En double
| Année | Open d'Australie          | Open d'Australie      | Internationaux de France  | Internationaux de France | Wimbledon                  | Wimbledon              | US Open                   | US Open                  | Open d'Australie         | Open d'Australie      |
| ----- | ------------------------- | --------------------- | ------------------------- | ------------------------ | -------------------------- | ---------------------- | ------------------------- | ------------------------ | ------------------------ | --------------------- |
| 1983  | n.o.                      | n.o.                  | —                         | —                        | 1er tour (1/32) M. Myburg  | M. Dickson W. Fibak    | 1er tour (1/32) M. Myburg | R. Crowley R. Evett      | —                        | —                     |
| 1984  | n.o.                      | n.o.                  | 1er tour (1/32) J. Feaver | C. Kirmayr C. Motta      | —                          | —                      | 2e tour (1/16) J. Grabb   | Günthardt B. Taróczy     | 1/4 de finale E. Edwards | P. Cash J. Fitzgerald |
| 1985  | n.o.                      | n.o.                  | 1/4 de finale Annacone    | S. Edberg A. Järryd      | 1/4 de finale Annacone     | Günthardt B. Taróczy   | 1/8 de finale Annacone    | A. Kohlberg R. Van't Hof | Victoire Annacone        | Edmondson K. Warwick  |
| 1986  | n.o.                      | n.o.                  | —                         | —                        | 1/2 finale Annacone        | J. Nyström M. Wilander | 1/8 de finale Annacone    | Edmondson S. Stewart     | n.o.                     | n.o.                  |
| 1987  | 1/2 finale Annacone       | S. Edberg A. Järryd   | 2e tour (1/16) Annacone   | S. Birner J. Navrátil    | 1/4 de finale Annacone     | S. Casal E. Sánchez    | —                         | —                        | n.o.                     | n.o.                  |
| 1988  | 1/8 de finale Annacone    | Svensson Tideman      | —                         | —                        | 2e tour (1/16) Annacone    | J. Lloyd S. Shaw       | —                         | —                        | n.o.                     | n.o.                  |
| 1989  | 1/8 de finale G. Muller   | G. Connell Michibata  | —                         | —                        | 1er tour (1/32) Annacone   | S. Botfield J. Turner  | 1/2 finale Annacone       | J. McEnroe Woodforde     | n.o.                     | n.o.                  |
| 1990  | 2e tour (1/16) Woodforde  | N. Broad G. Muller    | —                         | —                        | 1er tour (1/32) Annacone   | S. Davis D. Pate       | 1/4 de finale A. Järryd   | P. Galbraith K. Jones    | n.o.                     | n.o.                  |
| 1991  | 1er tour (1/32) S. Kruger | N. Broad G. Muller    | —                         | —                        | 1er tour (1/32) S. Kruger  | B. Garrow B. Pearce    | 2e tour (1/16) Siemerink  | L. Pimek P. Wekesa       | n.o.                     | n.o.                  |
| 1992  | 2e tour (1/16) Kratzmann  | Woodbridge Woodforde  | 1er tour (1/32) K. Curren | P. Albano C. Motta       | 2e tour (1/16) J. Bates    | G. Forget J. Hlasek    | —                         | —                        | n.o.                     | n.o.                  |
| 1993  | —                         | —                     | —                         | —                        | 1er tour (1/32) B. Pearce  | R. Bergh B. Talbot     | 1/8 de finale S. Davis    | J. Björkman P. Rafter    | n.o.                     | n.o.                  |
| 1994  | 1/8 de finale E. Ferreira | B. Black J. Stark     | 1er tour (1/32) D. Visser | J. Apell J. Björkman     | 2e tour (1/16) J. Bates    | S. Kruger Ondruska     | —                         | —                        | n.o.                     | n.o.                  |
| 1995  | 2e tour (1/16) D. Visser  | Woodbridge Woodforde  | —                         | —                        | —                          | —                      | 1er tour (1/32) S. Kruger | Philippoussis P. Rafter  | n.o.                     | n.o.                  |
| 1996  | 1er tour (1/32) V. Spadea | M. Damm J. Grabb      | 2e tour (1/16) Haygarth   | J. Björkman N. Kulti     | 1er tour (1/32) Haygarth   | R. Bergh S. Cannon     | 2e tour (1/16) de Jager   | J. A. Conde À. Corretja  | n.o.                     | n.o.                  |
| 1997  | 1er tour (1/32) de Jager  | T. Kempers T. Nijssen | 2e tour (1/16) S. Davis   | P. Korda Salzenstein     | 1er tour (1/32) N. Pereira | Woodbridge Woodforde   | —                         | —                        | n.o.                     | n.o.                  |

N.B. : le nom du ou de la partenaire se trouve sous le résultat ; le nom des ultimes adversaires se trouve à droite.

### En double mixte
| Année | Open d'Australie              | Open d'Australie        | Internationaux de France | Internationaux de France | Wimbledon | Wimbledon | US Open | US Open |
| ----- | ----------------------------- | ----------------------- | ------------------------ | ------------------------ | --------- | --------- | ------- | ------- |
| 1997  | 1er tour (1/16) Nicole Arendt | M. Oremans H. J. Davids |                          |                          |           |           |         |         |

N.B. : le nom de la partenaire se trouve sous le résultat ; le nom des ultimes adversaires se trouve à droite.